# Предештиј Мичи (Долж)
Предештиј Мичи (рум. Predeștii Mici) насеље је у Румунији у округу Долж у општини Предешти. Oпштина се налази на надморској висини од 174 m.

## Становништво
Према подацима из 2002. године у насељу је живело 24 становника, од којих су сви румунске националности.